# ターナージャパン
ターナージャパン株式会社（Turner Japan K.K.）は、スカパー!の衛星一般放送事業者。ワーナー・ブラザース・ディスカバリー・インターナショナル（ワーナー・ブラザース・ディスカバリー傘下）の日本法人である。

## 沿革
- 1997年（平成9年）
  - 5月8日 - タイム・ワーナー（現：ワーナー・ブラザース・ディスカバリー）と伊藤忠商事の合弁により、株式会社ジャパン・エンターテイメント・ネットワークを設立。
  - 9月 - パーフェクTV!（現：スカパー!プレミアムサービス）で「カートゥーン ネットワーク」放送開始。
- 2002年（平成14年）7月 - スカイパーフェクTV!2（現：スカパー!（東経110度CS放送））で「カートゥーン ネットワーク」放送開始（委託放送事業者（現：衛星基幹放送事業者）はマルチチャンネルエンターテイメント（現：スカパー・エンターテイメント））。
- 2006年（平成18年）
  - 3月 - アニメキャラクターを日本でライセンスする専門のカートゥーン ネットワーク エンタープライズ部門（CNE）を新設。
  - 6月 - カートゥーン ネットワーク プロダクションズ ジャパン（CNPJ）を新設。
- 2009年（平成21年）
  - 7月 - セコムより株式会社ジャパンイメージコミュニケーションズ（JIC）の経営権を取得。
  - 11月 - 資本金を1億1,000万円へ減資。
- 2013年（平成23年）4月1日 - 株式会社ジャパン・エンターテイメント・ネットワークからターナージャパン株式会社へ商号変更。
- 2014年（平成26年）1月1日 - 株式会社ジャパンイメージコミュニケーションズを吸収合併。旅チャンネルならびにMONDO TVの運営を譲受。
- 2015年（平成27年）10月5日 - ターナー・エンタテインメント・ジャパン・ホールディングス合同会社の法人番号が指定。
- 2016年（平成28年）4月1日 - コンテンツホルダー直営映像配信サービス「bonobo（ボノボ）」での都度課金型動画配信（TVOD）サービスを開始。
- 2017年（平成29年）
  - 6月30日 - 「bonobo」サービス終了に伴い、TVODサービスを終了。
  - 10月13日 - 本社を千代田区猿楽町1丁目5番18号に移転。
- 2018年（平成30年）
  - 1月4日 - 本社を千代田区神田猿楽町1丁目5番18号に移転。
  - 1月30日 - 「ブーメラン」としてサービスを開始するライブ配信サービス「dTVチャンネル」にてチャンネルを開局。この他に、同じく新規チャンネル「タビテレ」、「MONDO麻雀TV」も同時期にサービス開始。
- 2019年（平成31年）1月1日 - ターナー・エンタテインメント・ジャパン・ホールディングス合同会社を吸収合併。
- 2021年（令和4年）8月5日 - 本社を東京都港区西新橋1丁目2番9号日比谷セントラルビルに移転。
- 2022年（令和4年）3月31日 - dTVチャンネルのサービス終了に伴い、同サービスでの番組配信も同日付で終了[2]。
- 2023年（令和5年）8月1日 - 本企業と旧ディスカバリー系のディスカバリー・ジャパン、JCOMが運営していたジュピターエンタテインメントが統合。「ディスカバリー・ジャパン」として運営することになった[3][4]。